# Clemencia Echeverri Mejía
Clemencia Echeverri Mejía (Salamina, 7 de febrero de 1950) es una maestra en artes visuales, historiadora y teórica de arte contemporáneo colombiana.
Durante los inicios de su carrera trabajó la escultura y la pintura, hasta encontrar su camino a través de la fotografía, la instalación y la videoinstalación como técnicas que permiten entablar una conexión no sólo con coyunturas sociopolíticas nacionales, sino con el espectador y la situaciones de memoria y violencia en las que se ha visto involucrado su país natal.

## Biografía
Pese a diversas investigaciones sobre su vida previa a los espacios artísticos y culturales, no se ha hallado mayor información sobre el tema. Sin embargo, respecto a su formación artística profesional, Echeverri estudió Comunicación Visual en la Universidad Pontificia Bolivariana (1974), Artes Plásticas en la Universidad de Antioquia (1983); asimismo realizó una especialización en Teoría e Historia del Arte Contemporáneo y Maestría en Escultura en Chelsea College of Arts and Design de Londres (1994-1995).
En sus inicios estuvo dedicada a la pintura con enfoque expresionista, luego abandonó la figuración para centrarse en la escultura conformando un grupo de artistas escultoras que marcarían un hito en la historia del país. Tras finalizar sus estudios en Londres, regresa a Colombia en 1997, centrándose por completo en la instalación y la videoinstalación.
Su incursión en el campo del vídeo se da con la muestra La mirada expuesta (1997); quizá su trabajo más reconocido de esta época es la videoinstalación Casa íntima presentada en el Salón Nacional de Artistas, en el marco de la VII Bienal de La Habana, Cuba (1998).
Echeverri también se destacó como docente de artes plásticas durante 27 años en la Universidad de Antioquia y en la Universidad Nacional de Colombia (1982-2009); fue cocreadora del programa de la Maestría en Artes de la Universidad Nacional de Colombia (1993), e investigadora en el Chelsea College Of Arts , de Londres (2003).

## Premios y reconocimientos
Durante su trayectoria, la artista ha obtenido variedad de reconocimientos relacionados con su obra, becas y premios. Dentro de los más recientes destacan:
- Premio de adquisición de ART NEXUS/EFG 2023.
- Premios OMA, ARTBO 2017.
- Premio Tributo a Artistas 2015. Secretaría de Cultura, Recreación y Deporte. Bogotá.
- Residencia artística, Yaddo, Saratoga Springs, New York, 2014.
- Biennial Prize of Fine Arts 2010. Con su obra: Treno.
- Beca de creación para artistas individuales, 2005-2007. Arts Council London.
- Daniel Langlois Foundation of Canadá 2004.
- Quiasma, con los artistas Bárbara Santos, Andrés Burbano y Santiago Ortiz. Plataforma de navegación interactiva 2000.[2]

## Obra
Su obra aborda dos temáticas principalmente, a pesar de existir trabajos con cuestiones adyacentes. Por una parte, responden a la de la violencia en Colombia, abordada desde la ausencia y la potencia estética de las ruinas:
- De doble filo (1999): La frustración del proceso de construcción de un castillo de arena y el dibujo inacabado en una hoja de papel, puestos en una producción audiovisual, acompañada de sonidos de tormenta, abordan el concepto de la desesperanza, que particularmente al relacionarlos con un espacio y un tiempo específico, brindan una exposición de motivos, a modo de metáfora por los que algunas cosas se mantienen inacabadas.[6]
- Treno (2007): según indica Sáez de Ibarra (2009), Treno responde a la traducción “canto fúnebre” por lo que esta obra es una metáfora relacionada con la muerte. En el vídeo, se muestra el correr de un río con el tiempo cambia de color. Esto, muestra claramente la relación que han tenido los ríos de Colombia como el Cauca, con la guerra, ya que son el lugar donde terminan los cuerpos de los muertos tras el conflicto.[7]
- Voz y Voz/Net (2008): Esta obra pone en diálogo fragmentos de conversaciones de presos de Inglaterra y Colombia con la arquitectura del museo Nacional de Colombia, que en una época fue una penitenciaría. La conversación existente entre el espacio museal, que de por sí está desprovisto de habitación humana, permite pensar en las voces de las personas que en algún momento ocuparon el espacio; esto, aborda el concepto de memoria y abandono, desde la arquitectura del país y su historia.[8]
- Sin cielo (2015): Esta obra fue una comisión del Banco de la República para la participación en la exhibición de Artes en Formatos Digitales que daría apertura en Manizales en el 2016. Teniendo esto en cuenta, la artista crea un vídeo, dispuesto en varias pantallas que habla sobre los desastres que ocasiona la minería en el municipio de Marmato (Caldas), producto de la explotación de oro.
- Por otro lado, el otro tópico que se desprende de su obra son las costumbres colombianas desde la ritualidad, la noción de familia y la fuerza de la naturaleza.
- Apetitos de familia (1998): A través de esta obra, la artista muestra el valor ceremonial de la sangre dentro de distintos contextos, partiendo de sucesos de la mitología griega para honrar a la Diosa de la fertilidad. Remite de igual forma a la religión católica y las tradiciones que relacionan la idea de sangre con sacrificio y renacimiento.[9]
- Acidia (2006): Esta obra se desarrolla en el convento de Santa Clara La Real (Tunja-Boyacá) en la celda que perteneció a Sor Josefa. Esta obra hizo parte de uno de los salones regionales de artistas que organizó el Ministerio de Cultura.[10] El trabajo investigativo de Giraldo Escobar (2021) cita esta obra para entablar una relación entre Sor Josefa y la imagen de colonialidad traída al contexto contemporáneo.[11]